# Bourguenolles
Bourguenolles – miejscowość i gmina we Francji, w regionie Normandia, w departamencie Manche.
Według danych na rok 2018 gminę zamieszkiwało 356 osób, a gęstość zaludnienia wynosiła 46 osoby/km² (wśród 1815 gmin Dolnej Normandii Bourguenolles plasuje się na 641. miejscu pod względem liczby ludności, natomiast pod względem powierzchni na miejscu 675.). Stanowisko burmistrza nieprzerwanie przez 31 lat sprawuje Daniel Bidet.

## Demografia
Ludność według grup wiekowych:
| Wiek            | 2007 | %    | 2012 | %    | 2017 | %    |
| --------------- | ---- | ---- | ---- | ---- | ---- | ---- |
| 0 - 14 lat      | 69   | 24,8 | 66   | 19,8 | 73   | 21,2 |
| 15 - 29 lat     | 47   | 16,6 | 63   | 18,9 | 50   | 14,5 |
| 30 - 44 lat     | 59   | 21   | 67   | 20,1 | 62   | 18   |
| 45 - 59 lat     | 48   | 17,2 | 66   | 19,8 | 76   | 22   |
| 60 - 74 lat     | 31   | 11   | 43   | 13   | 65   | 18,8 |
| 75 lat i więcej | 26   | 9,4  | 29   | 8,6  | 19   | 5,5  |

Ludność historyczna:
| Rok                         | 1982 | 1990 | 1999 | 2007 | 2012 | 2017 | 2018 |
| --------------------------- | ---- | ---- | ---- | ---- | ---- | ---- | ---- |
| Populacja                   | 206  | 250  | 244  | 280  | 335  | 344  | 356  |
| Średnia gęstość zaludnienia | 26,9 | 32,7 | 31,9 | 36,6 | 43,8 | 45   | 46,9 |